# Faler d'Atenes
Faler (en grec antic Φάληρος) va ser, segons la mitologia grega, un heroi atenès, epònim del port de Falèron, al Pireu.
Va ser un dels argonautes que van acompanyar Jàson a la recerca del velló d'or. Va combatre també contra els centaures juntament amb Teseu i Pirítous. Quan era petit el va atacar una serp, que l'envoltà amb els seus anells. El seu pare, Alcó, la va matar amb una fletxa i va salvar el nen de morir.